# Domaine de Tanagura

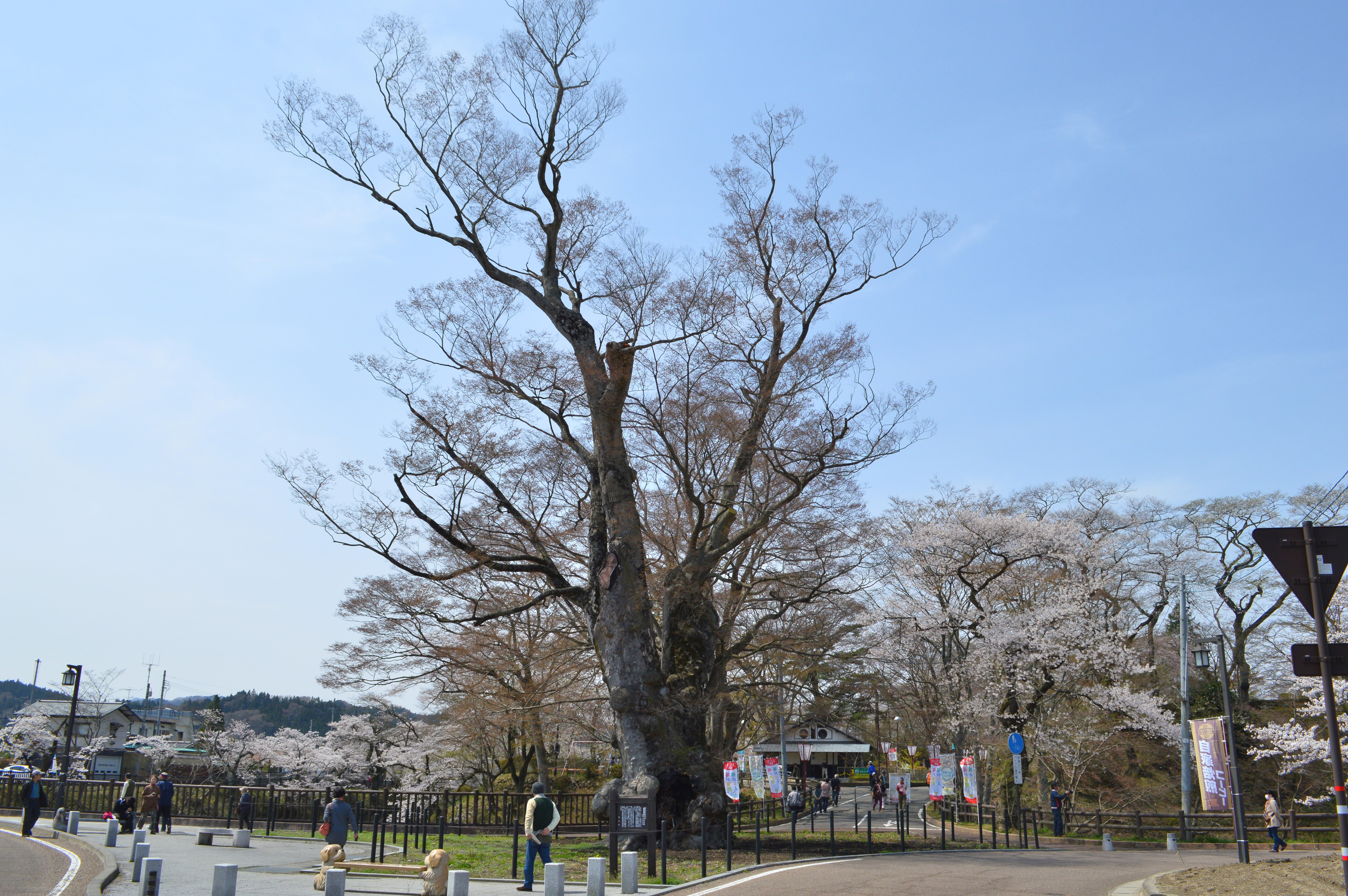
Site du château de Tanagura, siège administratif du domaine de Tanagura.

Le domaine de Tanagura (棚倉藩, Tanagura-han) est un fief féodal japonais de l'époque d'Edo situé dans la province de Mutsu (actuelle préfecture de Fukushima). Il était dirigé à partir du château de Tanagura dans l'actuelle ville de Tanagura.

## Histoire
Durant la période Sengoku, Tanagura est un avant-poste du clan Satake qui a construit le château d'Akadake au sommet d'une montagne près ce qui deviendra plus tard le château de Tanagura. Après que les Satake ont été défaits et transférés dans la province de Dewa, la région est remise à Tachibana Muneshige. À la suite du siège d'Osaka, le domaine est donné à Niwa Nagashige qui reçoit l'ordre du shogun Tokugawa Hidetada de construire un nouveau château. Les Niwa sont suivis par le clan Naitō qui continue de développer le château et sa ville fortifiée. Cependant, durant le shogunat Tokugawa, le domaine change fréquemment de daimyō. Durant la période du Bakumatsu, Matsudaira Yasuhide est muté au domaine de Kawagoe et Abe Masakiyo est transféré du domaine de Shirakawa voisin. Durant la guerre de Boshin, le domaine est membre de l'Ōuetsu Reppan Dōmei pro-shogunat mais est conquis par les forces impériales en 1868 après seulement un jour de combat. En juillet 1871, avec l'abolition du système han, le domaine de Tanagura devient brièvement la préfecture de Tanagura qui est absorbée dans la nouvelle préfecture de Fukushima. Sous le nouveau gouvernement de Meiji, Abe Masakoto, le dernier daimyō de Tanagura, reçoit le titre de vicomte (shishaku) selon le système de noblesse kazoku.

## Possessions à la fin de l'époque d'Edo
Comme la plupart des domaines japonais, Tanagura est composé de plusieurs territoires discontinus dont la valeur kokudaka est fondée sur une estimation périodique du potentiel agricole,.
- Province de Mutsu (province d'Iwaki)
  - 62 villages dans le district de Shirakawa
  - 26 villages dans le district de Kikuta
  - 15 villages dans le district de Naraha
  - 3 villages dans le district d'Iwasaki
  - 1 village dans le district d'Iwaki
- Province de Mutsu (province d'Iwashiro)
  - 26 villages dans le district de Date
  - 2 villages dans le district de Shinobu
- Province de Dewa (province d'Uzen)
  - 12 villages dans le district de Murayama
- Province de Harima
  - 18 villages dans le district de Kato

## Liste des daimyōs
| #                                   | Nom                             | Règne     | Titre de courtoisie                    | Rang de cour            | Kokudaka                      | Notes                               |
| ----------------------------------- | ------------------------------- | --------- | -------------------------------------- | ----------------------- | ----------------------------- | ----------------------------------- |
| Clan Tachibana (tozama) 1603-1620   |                                 |           |                                        |                         |                               |                                     |
| 1                                   | Tachibana Muneshige (立花宗茂)  | 1603-1620 | Sakon-no-jo (左近将監) ; jijū (侍従)   | 4e inférieur (従四位下) | 10 000 → 25 500 → 35 000 koku | Transféré au domaine de Yanagawa    |
| Clan Niwa (tozama) 1622-1627        |                                 |           |                                        |                         |                               |                                     |
| 1                                   | Niwa Nagashige (丹羽長重)       | 1622-1627 | Kaga-no-kami (加賀守) ; jijū (侍従)    | 3e (従三位下)           | 50 000 koku                   | Transféré au domaine de Shirakawa   |
| Clan Naitō (fudai) 1627-1705        |                                 |           |                                        |                         |                               |                                     |
| 1                                   | Naitō Nobuteru (内藤信照)       | 1627-1665 | Buzen-no-kami (豊前守)                 | 5e inférieur (従五位下) | 70 000 koku                   |                                     |
| 2                                   | Naitō Nobuyoshi (内藤信良)      | 1665-1674 | Buzen-no-kami (豊前守)                 | 5e inférieur (従五位下) | 70 000 koku                   |                                     |
| 3                                   | Naitō Kazunobu (内藤弌信)       | 1673-1705 | Buzen-no-kami (豊前守)                 | 4e inférieur (従四位下) | 70 000 koku                   | Transféré au domaine de Tanaka      |
| Clan Ōta (fudai) 1705-1728          |                                 |           |                                        |                         |                               |                                     |
| 1                                   | Ōta Sukeharu (太田資晴)         | 1705-1728 | Bitchu-no-kami (備中守)                | 4e inférieur (従四位下) | 50 000 koku                   | Transféré au domaine de Tatebayashi |
| Clan Matsudaira (shinpan) 1728-1746 |                                 |           |                                        |                         |                               |                                     |
| 1                                   | Matsudaira Takechika (松平武元) | 1728-1746 | Ukon-no-jo (右近将監) ; jijū (侍従)    | 4e inférieur (従四位下) | 65 000 koku                   |                                     |
| Clan Ogasawara (fudai) 1746-1817    |                                 |           |                                        |                         |                               |                                     |
| 1                                   | Ogasawara Nagayuki (小笠原長恭) | 1746-1776 | Sado-no-kami (佐渡守)                  | 5e inférieur (従五位下) | 65 000 koku                   |                                     |
| 2                                   | Ogasawara Nagataka (小笠原長堯) | 1776-1812 | Sado-no-kami (佐渡守)                  | 5e inférieur (従五位下) | 65 000 koku                   |                                     |
| 3                                   | Ogasawara Nagamasa (小笠原長昌) | 1812-1817 | Sado-no-kami (佐渡守)                  | 5e inférieur (従五位下) | 65 000 koku                   | Transféré au domaine de Karasu      |
| Clan Inoue (fudai) 1817-1836        |                                 |           |                                        |                         |                               |                                     |
| 1                                   | Inoue Masamoto (井上正甫)       | 1817-1820 | Kawachi-no-kami (河内守)               | 5e inférieur (従五位下) | 60 000 koku                   |                                     |
| 2                                   | Inoue Masaharu (井上正春)       | 1820-1836 | Kawachi-no-kami (河内守) ; jijū (侍従) | 4e inférieur (従四位下) | 60 000 koku                   | Transféré au domaine de Tatebayashi |
| Clan Matsudaira (fudai) 1836-1866   |                                 |           |                                        |                         |                               |                                     |
| 1                                   | Matsudaira Yasutaka (松平康爵)  | 1836-1854 | Sakon-no-jo (右近将監)                 | 5e inférieur (従五位下) | 60 000 koku                   |                                     |
| 2                                   | Matsudaira Yasukado (松平康圭)  | 1854-1862 | Suwo-no-kami (周防守)                  | 5e inférieur (従五位下) | 60 000 koku                   |                                     |
| 3                                   | Matsudaira Yasuhiro (松平康泰)  | 1862-1864 | Suwo-no-kami (周防守)                  | 5e inférieur (従五位下) | 60 000 koku                   |                                     |
| 4                                   | Matsudaira Yasuteru (松平康英)  | 1864-1866 | Suwo-no-kami (周防守)                  | 5e inférieur (従五位下) | 60 000 koku                   | Transféré au domaine de Kawagoe     |
| Clan Abe (fudai) 1868-1871          |                                 |           |                                        |                         |                               |                                     |
| 1                                   | Abe Masakiyo (阿部正静)         | 1866-1868 | Mimasaka-no-kami (美作守)              | 5e inférieur (従五位下) | 100 000 koku                  |                                     |
| 2                                   | Abe Masakoto (阿部正功)         | 1868-1871 | Aucun                                  | Aucun                   | 100 000 koku                  |                                     |